# Milwaukie
|  | Dieser Artikel wurde aufgrund von inhaltlichen Mängeln auf der Qualitätssicherungsseite des Projektes USA eingetragen. Hilf mit, die Qualität dieses Artikels auf ein akzeptables Niveau zu bringen, und beteilige dich an der Diskussion! Eine nähere Beschreibung der zu behebenden Mängel fehlt. |

Milwaukie ist eine Stadt im Clackamas County im Bundesstaat Oregon in den USA. Ein kleiner Teil der Stadt liegt in Multnomah County. Das U.S. Census Bureau hat bei der Volkszählung 2020 eine Einwohnerzahl von 21.119 ermittelt. Milwaukie ist eine Vorstadt von Portland.

## Geschichte
Die Stadt, welche nach Milwaukee, Wisconsin benannt ist, wurde 1847 von Lot Whitcomb am Ufer des Willamette River gegründet. In den Jahrzehnten nach der Gründung lebten die Bewohner von Forstwirtschaft, Schiffsbau und Landwirtschaft. Ursprünglich als Güterumschlagplatz und Handelszentrum für den Schiffsverkehr am Willamette River angedacht, erreichte Milwaukie jedoch nie die Bedeutung des benachbarten Portland. Aufgrund des Rückgangs der Bevölkerungszahl auf etwa 100 im Jahre 1901 und des schlechten Allgemeinzustandes der städtischen Infrastruktur wurde die Stadt 1903 offiziell eingemeindet. Nach der Schaffung eines Stadtrates 1903 folgten die Errichtung von Wasser- und Stromversorgung und die Eröffnung einer Eisenbahnverbindung nach Portland. Ab 1950 vervierfachte sich die Bevölkerung Milwaukies, da sich viele in Portland arbeitende Personen in der Vorstadt ansiedelten.
Der National Park Service weist für Milwaukie sechs Häuser im National Register of Historic Places (NRHP) aus (Stand 27. Dezember 2018), darunter das Clarence E. Francis House.